# Nerodia harteri
Nerodia harteri là một loài rắn trong họ Rắn nước. Loài này được Trapido mô tả khoa học đầu tiên năm 1941.